# Hans Heilmann
Hans Paul Heilmann (* 27. September 1859 in Beerberg, Kreis Lauban (heute ein Stadtteil von Leśna); † 6. Dezember 1930 in Berlin-Schmargendorf) war ein deutscher Kunstjournalist und Autor.

## Leben
Heilmann war seit 1899 mit der Schriftstellerin Margarete Heilmann, geborene Bie (* 1871 Breslau; † 1947 Berlin-Friedenau) verheiratet. Die Schwester des Musikschriftstellers Oscar Bie war auch unter dem Pseudonym Käthe Helmer/Helmar tätig.
Das Paar hatte eine Tochter, die Chemikerin Dr. Johanna Käthe Heilmann (auch: Hansi Heilmann, * 1899 Berlin; † 1961 ebendort).
Von 1895 bis 1899 war er Feuilletonredakteur der Breslauer Zeitung.
Von 1906 bis 1909 verlegte er die Zeitschrift Die literarische Praxis.
Zudem wirkte er als Mitarbeiter der Zeitschrift Licht und Schatten.
Hans Heilmann starb im Alter von 71 Jahren und wurde auf dem Friedhof Heerstraße beigesetzt.

## Werke
- Chinesische Lyrik vom 12. Jahrhundert v. Chr. bis zur Gegenwart. In deutscher Übersetzung, mit Einleitung und Anmerkungen (= Die Fruchtschale. Band 1). Piper, 1905.